# Markus Rottenberg
Pour les articles homonymes, voir Rottenberg.
Markus (Mordechai) Rottenberg né le 10 avril 1872 à Cracovie en Pologne et mort en mai 1944 à Auschwitz est un grand-rabbin belge, d'origine polonaise. Il est le grand-rabbin d'Anvers de 1918 jusqu'à sa déportation à Vittel  durant la Seconde Guerre mondiale puis à Auschwitz. Il est le père de Recha Sternbuch, célèbre pour ses activités de sauvetage de Juifs durant la Seconde Guerre mondiale et du grand-rabbin Chaim Yaakov Rottenberg d'Anvers et Paris. Il est également le grand-père du grand-rabbin Mordechai Rottenberg, rabbin actuel de la synagogue de la rue Pavée dans le 4e arrondissement de Paris (Pletzl) (Le Marais).

## Biographie

### Cracovie
Markus Rottenberg est né le 10 avril 1872 à Cracovie, en Galicie, Pologne. Il est le fils de Naphtali et d'Esther Rottenberg. Naphtali Rottenberg est né en 1853 à Nowy Sącz en Pologne et est mort le 5 février 1927 à Cracovie, en Pologne. Markus Rottenberg épouse Sara Hendel Friedman, née à Dentskrennis, en novembre 1876. 
Sara Friedman est la fille du rabbin David Friedman, le rabbin de Tzehlem, l’une des sept communautés de la région d'Eisenstadt, dans le Burgenland, près de Vienne, en Autriche. Le rabbin David Friedman est le gendre du rabbin Menachem Katz-Prostitz (-1891), un élève du Hatam Sofer, et rabbin de Tzehlem. 
Markus et Sara Rottenberg ont neuf enfantsdont Recha Sternbuch, l'épouse de Yitzchak Sternbuch, un homme d'affaires suisse et le grand-rabbin Chaim Yaakov Rottenberg (1909-1990) d'Anvers et Paris. Son petit-fils, qui porte son prénom, est le grand-rabbin Mordechai Rottenberg (1958-), rabbin actuel de la Synagogue de la rue Pavée dans le 4e arrondissement de Paris (Pletzl) (Le Marais).
Il faisait partie de la Moetzet Gedolei Hatorah,.

### Anvers
À la suite du décès du grand-rabbin Noach Zvi Ullman, il devient grand-rabbin d'Anvers en 1918,,, position qu'il occupe jusqu'à sa déportation au Camp d'internement de Vittel durant la Seconde Guerre mondiale.

### Seconde Guerre mondiale

#### Pogrom d'Anvers
Durant le Pogrom d'Anvers du 14 avril 1941, des pro-nazis mettent le feu au domicile de Markus Rottenberg qui parvient à s'enfuir,.

#### Camp de regroupement de Malines
Markus Rottenberg est interné en Belgique au Camp de regroupement de Malines et à la prison de Saint-Gilles à Bruxelles, avant d'être transféré à Vittel, en France.

#### Vittel et la déportation
Sa fille Recha Rottenberg et son mari Yitzchak Sternbuch, un homme d'affaires suisse, jouent un rôle important dans le sauvetage des Juifs, durant la Seconde Guerre mondiale, avec le Vaad Hatzalah.
Pourtant, Recha Sternbuch, qui a sauvé tant de vies, n'a pas pu sauver celle de son célèbre père. Vers la fin de la guerre, Recha Sternbuch obtint que son père soit libéré. Mais il refuse sa liberté si elle ne s'accompagne pas de celle des autres détenus à Vittel,. Il n'obtient pas une réponse favorable. Ils sont déportés par le Convoi n° 72 du 29 avril 1944 parti de Drancy, via la gare de Bobigny, vers Auschwitz où ils meurent à leur arrivée début mai 1944,.

## Documentaire
L'histoire de Recha Sternbuch est racontée dans le film Unlikely Heroes (2003), avec pour narrateur Ben Kingsley.